# Саблазан
Саблазан је југословенски филм снимљен 1982. године. Режирао га је Драгован Јовановић, сценарио је написао Велимир Лукић а дијалог Гордан Михић. У овом филму се први пут појавио глумац Љубивоје Тадић.